# Hippopotamus sirensis
Hippopotamus sirensis — вимерлий вид парнокопитних ссавців з родини бегемотових (Hippopotamidae). Вид мешкав у плейстоцені. Скам'янілості знайдені у Північній Африці (Алжир, Марокко).